# 노종면
노종면(盧宗勉, 1967년 9월 15일~)은 대한민국의 언론인 출신 정치인으로, 현재는 제22대 국회에서 의원직을 역임하고 있다. YTN에서 취재 기자와 방송 프로듀서를 거쳐 뉴스 앵커로 활동했다. 뉴스 유통 플랫폼 <일파만파> 대표를 지냈다. 제22대 국회의원 선거에서 55.19%의 득표율로 제22대 국회의원에 취임했다.
2008년 8월까지 YTN의 간판 뉴스인 《뉴스창》(오후 7시~8시30분)을 김선영 아나운서와 함께 진행했다. YTN 노조 위원장으로 당선된 후 해직되어 구속까지 당했지만 구속적부심을 통해 풀려났다. 시사 고발 프로의 하나인 YTN《돌발영상》은 노종면의 대표적 작품이다.
2012년에는 인터넷 언론매체인 뉴스타파의 초대 앵커를 맡았고, 2014년 4월 1일부터 12월 23일까지 미디어협동조합 국민TV의 제작국장인 동시에 국민TV의 뉴스 프로그램 '뉴스K'의 앵커를 겸했다. 2014년 12월 23일 사의를 표명했고, 2015년 1월 4일 국민TV 이사진은 사표를 수리했다. 2016년 미디어 플랫폼 <일파만파>를 설립하였다. 2017년에는 YTN의 해직자 복직 문제를 두고 수차례 벌어졌던 노사간 협상이 극적으로 타결되면서 해직 9년 만에 YTN으로 복귀하게 되었다.
2023년 3월 YTN에서 사직하였다. 2024년 2월 더불어민주당에 제22대 총선 영입인재 14호로 영입되었으며, 2024년 4월 제22대 총선에서 인천 부평구 갑에 출마, 당선되었다.

## 경력
- 학력: 인천산곡국민학교, 부평동중학교, 부평고등학교, 고려대학교 법과대학 법학 학사
- 데뷔: YTN 제2기 공채 기자 (1994년)
- 수상: 제35회 한국기자상 전문보도부문 (2004년 한국방송기자클럽)
- YTN 보도국 기동취재팀 사회.경제.국제부 기자
- YTN 보도국 프로듀서, PD
- YTN 앵커실 부장
- 전국언론노동조합 YTN지부 제9대 위원장 (2008년 8월)
- 전국언론노동조합 민주언론실천위원회 위원장
- 뉴스타파 앵커 (2012년~2014년)
- 국민TV 개국 TF 단장 (2013년 11월~2014년 2월)
- 국민TV 방송제작국장 (2014년 3월~2014년 12월)
- YTN 앵커실 부장 (2017년 8월~2018년 9월)
- YTN 보도혁신본부 혁신지원팀장 (2018년 9월~2020년 2월)
- YTN 기획조정실 실장 (2020년 2월~2021년 10월)
- YTN 디지털 센터장 (2021년 10월~2023년 3월)
- 스픽스 TV부문 대표(2023년 9월~2023년 12월)
- 더불어민주당 입당(2024년 1월~)
- 2024년 4월 10일: 대한민국 제22대 국회의원 선거 당선(인천 부평구 갑, 더불어민주당, 초선)[1][2]
- 2024년 5월~: 더불어민주당 인천광역시당 부평구 갑 지역위원회 위원장
- 2024년 5월~2025년 6월: 더불어민주당 원내대변인
- 2025년 8월~: 더불어민주당 언론개혁특별위원회 간사

## 의정 활동
- 2024년 5월 30일~: 제22대 국회의원(인천 부평구 갑, 더불어민주당, 초선)
  - 2024년 6월~2025년 7월: 제22대 국회 전반기 국회운영위원회 위원
  - 2024년 6월~: 제22대 국회 전반기 과학기술정보방송통신위원회 위원
  - 2025년 6월~: 제22대 국회 전반기 예산결산특별위원회 위원

## 주요 프로그램

### YTN
- 《노종면의 더 뉴스》(2018년 12월 3일~2019년 11월 22일)
- 《뉴스 창》
- 《YTN 24》
- 《굿모닝 코리아》
- 《뉴스 퍼레이드》
- 《뉴스 오늘》
- 《주간! 돌발영상》

### 국민TV
- 국민TV 《뉴스K》(2014년 4월~12월)
- 국민TV 《노종면의 뉴스바》(2013년 9월~2014년 1월)
- 국민TV 《똑똑한 12시》(2014년 1월)

### 의정 활동
- 2024년 5월 30일~: 제22대 국회의원(인천 부평구 갑, 더불어민주당, 초선)
  - 2024년 6월~: 제22대 국회 전반기 과학기술정보방송통신위원회 위원
  - 2024년 6월~: 제22대 국회 전반기 국회운영위원회 위원

## 역대 선거 결과
| 실시년도 | 선거   | 대수 | 직책     | 선거구         | 정당         | 득표수   | 득표율          | 순위 | 당락 | 비고 |
| -------- | ------ | ---- | -------- | -------------- | ------------ | -------- | --------------- | ---- | ---- | ---- |
| 2024년   | 총선   | 22대 | 국회의원 | 인천 부평구 갑 | 더불어민주당 | 76,797표 | \| \| 55.19% \| | 1위  |      | 초선 |
|          | 55.19% |      |          |                |              |          |                 |      |      |      |

## 소속 정당
| 소속 정당 | 소속 정당    | 소속 기간 | 비고      |
| --------- | ------------ | --------- | --------- |
|           | 더불어민주당 | 2024~현재 | 정계 입문 |

## 같이 보기
- 부평구 갑
- 인천 부평구의 국회의원